# 显脉鸢尾兰
显脉鸢尾兰（学名：Oberonia acaulis）为兰科鸢尾兰属下的一种植物。其种加词“acaulis”意为“无茎的”。